# Пйотровець (Вармінсько-Мазурське воєводство)
Пйотровець (пол. Piotrowiec, нім. Peterswalde) — село в Польщі, у гміні Пененжно Браневського повіту Вармінсько-Мазурського воєводства.
Населення — 185 осіб (2011).

## Демографія
Демографічна структура станом на 31 березня 2011 року:
|          | Загалом | Допрацездатний вік | Працездатний вік | Постпрацездатний вік |
| -------- | ------- | ------------------ | ---------------- | -------------------- |
| Чоловіки | 97      | 20                 | 70               | 7                    |
| Жінки    | 88      | 17                 | 52               | 19                   |
| Разом    | 185     | 37                 | 122              | 26                   |